# Phrynocephalus kangsuensis
Phrynocephalus kangsuensis — вид ящірок з родини агамових. Описаний у 2024 році.

## Етимологія
Видова назва kangsuensis вказує на типове місцезнаходження.

## Поширення
Ендемік Китаю. Поширений у Таримському басейні у Сіньцзян-Уйгурському автономному районі на заході Китаю. Типова місцевость: «біля міста Кансу (39,80 пн. ш., 74,73 сх. д, висота над рівнем моря: 2717 м), повіт Уця, Кизилсу-Киргизька автономна префектура, Сіньцзян-Уйгурський автономний район, Китай».

## Опис
Пахвових плям немає, дві носові лусочки, верхня носова луска опукла, ніздря між двома носовими лусочками; три міжносові луски, середня найбільша, опукла. П'ять-сім пар оранжево-червоних плям уздовж центру спинної ості та чітка оранжево-червона пляма на спинній поверхні хвостової основи. Темні поперечні смуги на дорсальній поверхні хвоста, біла черевна поверхня хвоста і чорний кінчик.